# Херман III фон Роденщайн
Херман III фон Роденщайн (на немски: Hermann III von Rodenstein, Herr zu Lissberg; Hermann III von Crumbach; * ок. 1389; † 1435) е благородник от род Роденщайн в Южен Хесен и Оденвалд, господар на Лисберг, част от Ортенберг във Ветерау, Хесен.

## Биография
Той е син на Йохан I фон Роденщайн (1369 – 1400) и съпругата му Маргарета „Млада“ фон Кефернбург († ок. 1398), дъщеря на граф Гюнтер XII фон Кефернбург († 1368/1371) и първата му съпруга Лорета фон Епщайн († 1351/1353). Сестра му Маргарета фон Крумбах († 1425/1433) е омъжена за Хайнрих фон Вайлнау († ок. 1420).
Главната му резиденция е замък Роденщайн, построен през средата на 13 век. През 1396 г. баща му Йохан I фон Роденщайн получва замък Лисберг. През 1415 г. графовете Йохан II фон Цигенхайн и брат му Готфрид IX фон Цигенхайн с битка превземат замъка и след три години (1418) продават половината от замъка на ландграф Лудвиг фон Хесен.
Херман III фон Роденщайн умира през 1435 г. Фамилията му измира през 1671 г.

## Фамилия
Херман III фон Роденщайн се жени ок. 1419 г. за Метце фон Айзенбах (* ок. 1398/пр. 1399; † сл. 1410). Те имат четири деца:
- Йохан II фон Крумбах († сл. 1454)
- Енгелхард фон Роденщайн (* ок. 1421; † 25 септември 1470, погребан в църквата на Френкиш-Крумбах), господар на Лисберг, женен 1454 г. за Юта фон Ербах (* ок. 1432; † 22 февруари 1491), след смъртта му става канонеса на Торн (1447), дъщеря на шенк Конрад VIII фон Ербах-Ербах († 1464) и Анна фон Бикенбах († 1451).[3] Те имат две дъщери:
  - Анна фон Роденщайн-Лисберг (* ок. 1458), омъжена ок. 1480 г. за Йохан III фон Роденщайн (* 6 януари 1418; † 26 април 1500, Рим), син на Херман IV фон Роденщайн († сл. 1448) и Елизабет фон Хиршхорн († 1436)
  - Амалия фон Крумбах († сл. 1489), омъжена за Ханс II фон Франкенщайн
- Греда фон Крумбах († сл. 1431)
- Елза фон Крумбах († сл. 1431)